# Antoine Roy (archiviste)
Pour les articles homonymes, voir Antoine Roy et Roy.
Antoine Roy  (né le 24 décembre 1905 à Lévis au Québec, Canada et mort le 13 juin 1997 à Hull au Québec) est un archiviste et historien canadien. Il est archiviste de la province de Québec de 1941 à 1963.

## Biographie
Antoine Roy est le fils de Pierre-Georges Roy, archiviste et historien, et de Marie Eugénie Marsan. Il est né le 24 décembre 1905 à Lévis. Il étudie au collège de Lévis et, ensuite, à l’Université Laval.  Dès l’adolescence, son père l’initie à la profession d’archiviste et d’historien et, plus précisément, à des tâches liées à la publication de la revue Bulletin des recherches historiques qu'il a fondée en 1895 . En 1927, suite aux recommandations de son père et de Thomas Chapais, Antoine Roy complète un doctorat à la Sorbonne à Paris. Il s’instruit également à l’école des Chartes en paléographie. Durant les trois années qu’il passe en France, il fait paraître deux publications substantielles, soit L’œuvre historique de Pierre-Georges Roy. Bibliographie analytique et Les lettres, les sciences et les arts au Canada sous le régime français. Essai de contribution à l’histoire de la civilisation canadienne, sa thèse de doctorat. La deuxième publication sera récompensée à deux reprises. D’abord en 1931 grâce au prix David et ensuite en 1937 grâce à la médaille de vermeil de l’Académie française.
À son retour au Québec, en 1931, il devient secrétaire du Bureau des Archives, où son père occupe le poste de directeur. Dix ans plus tard, il succède à son père, Pierre-Georges Roy, et devient à son tour directeur de la même organisation. En 1949, il prend encore la relève de son père, cette fois-ci en occupant le rôle de directeur de la publication Bulletin de recherches historiques. Enfin, comme dernier héritage, en 1953, il prend la place de Pierre-Georges Roy dans le septième fauteuil de la Société des Dix,. En 1963, il prend sa retraite et Bernard Weilbrenner lui succède au poste d'archiviste de la province. Un peu plus tard la même année, Roy est nommée archiviste-conseil auprès du secrétaire de la province de Québec.
Antoine Roy meurt le 13 juin 1997 à Hull.

## Œuvres

### Ouvrages publiés
- L’œuvre historique de Pierre-Georges Roy : bibliographie analytique, 1928
- Les lettres, les sciences et les arts au Canada sous le régime français : essai de contribution à l’histoire de la civilisation canadienne, 1930
- Les Événements de 1837 dans la province de Québec : causes directes et indirectes, 1931
- Les histoires de paroisses, 1938
- Bibliographie de généalogie et histoire de familles, 1941
- Aveu et dénombrement des Messieurs de Saint-Sulpice, 1943
- Sur quelques ventes aux enchères de bibliothèques privées, 1962
- Index de l’histoire de la seigneurie de Lauzon, 1984
- Index du Bulletin des recherches historiques, 1988
- Inventaire des greffes des notaires du Régime français
- Rapport de l’archiviste de la province de Québec

### Périodiques
- Cahiers des dix (collaborateur)
- Bulletin des recherches historiques (directeur)

## Récompenses et honneurs
- 1931 : Prix David
- 1937 : médaille de vermeil de l'Académie française